# 자카리 리자셰

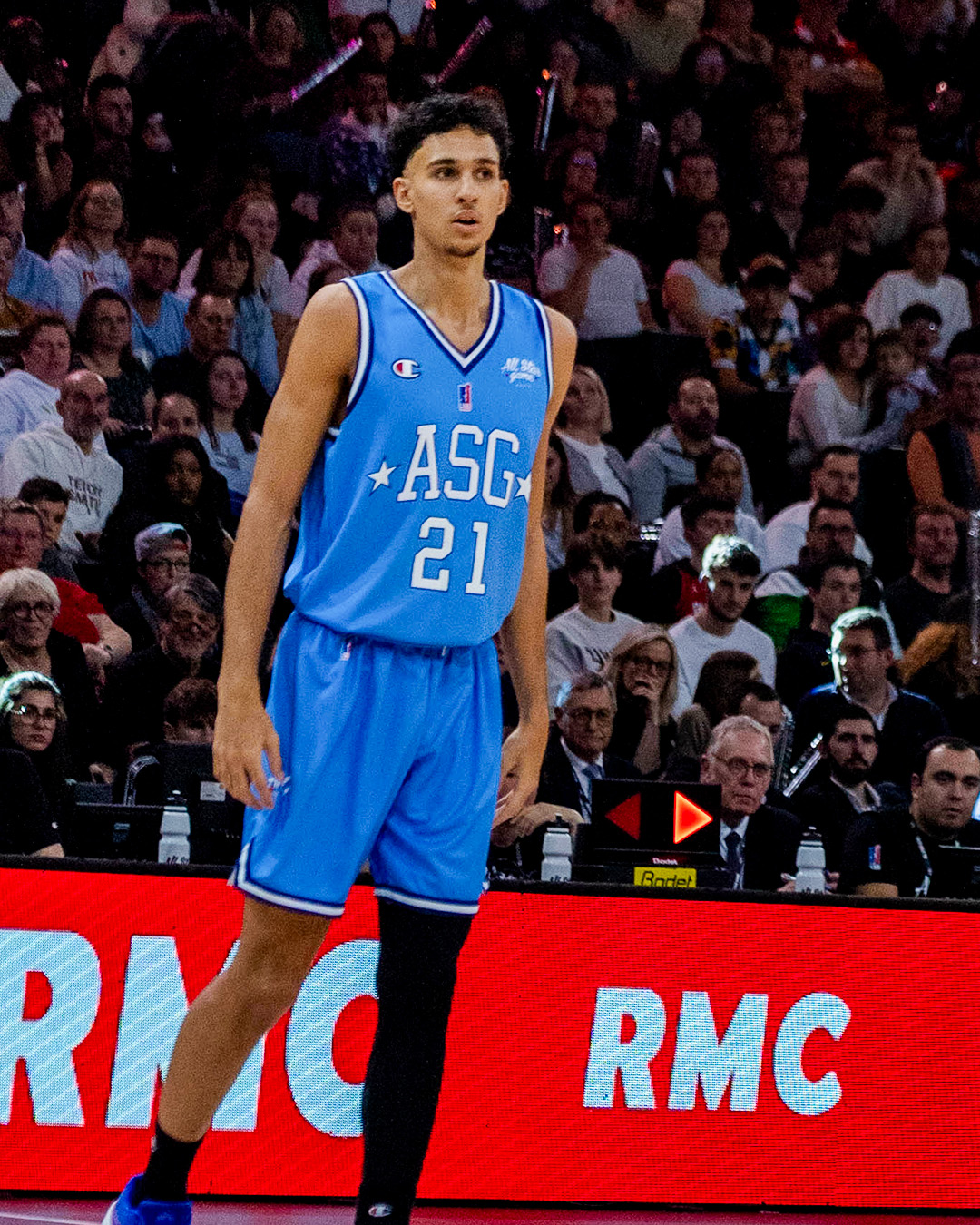
2023 LNB 올스타 게임의 리자셰

자카리 리자셰(Zaccharie Risacher, /ˈzækəri ˌriːzɑːˈʃeə/ ZAK-ər-ee REE-zah-SHAY 프랑스어 발음: [zakaʁi ʁizaʃe]; 2005년 4월 8일 ~ )는 NBA(전미 농구 협회) 애틀랜타 호크스의 프랑스 프로 농구 선수이다. 2024년 NBA 드래프트에서 애틀랜타 호크스의 전체 1순위로 지명됐다.

## 어린 시절
리자셰는 2005년 4월 8일 스페인 말라가에서 태어났다. 그의 아버지 스테판 리자셰(Stéphane Risacher)는 그곳에서 그의 아버지가 2002년부터 2006년까지 뛰었던 발론세스토 말라가(Baloncesto Málaga)에서 프로 농구를 했다. 그의 가족은 프랑스 리옹으로 돌아와 클럽에서 뛰기 시작했다. 3살 반의 나이에 엘란 샬롱(Élan Chalon)에서 농구를 했고, 도시 교외에 있는 청소년 클럽 타씬(Tassin)에서 농구를 했다.
리자셰는 2020년 8월 ASVEL 배스킷의 청소년 프로그램에 합류했다. 그는 주로 프랑스 21세 이하 리그인 LNB Espoirs의 클럽 청소년 팀에서 뛰었다.